# Deshauna Barber
Deshauna Barber (Columbus, 6 dicembre 1989) è una modella statunitense.
Il 5 giugno 2016, è stata incoronata Miss USA 2016. Ha rappresentato gli Stati Uniti a Miss Universo 2016 dove si è classificata tra le prime 9 finaliste.